# Felix, Net i Nika
Felix, Net i Nika – cykl książek science fiction dla dzieci i młodzieży, autorstwa Rafała Kosika, wydawanych przez wydawnictwo Powergraph. Opowiada o przygodach trójki tytułowych młodych przyjaciół – Felixa Polona, Neta Bieleckiego oraz Niki Mickiewicz – uczęszczających do warszawskiego gimnazjum im. prof. Stefana Kuszmińskiego.
Pierwszy tom cyklu pt. Felix, Net i Nika oraz Gang Niewidzialnych Ludzi z 2004 otrzymał nagrodę Polskiej Sekcji IBBY w kategorii „Książki Roku 2005”. Od 2018 roku książka jest lekturą obowiązkową dla szkoły podstawowej. Czwarty tom cyklu pt. Felix, Net i Nika oraz Pułapka Nieśmiertelności również otrzymał nagrodę od PS IBBY (Mały Dong „Dziecięcy Bestseller roku 2007”).

## Powieści i zbiory opowiadań
1. Felix, Net i Nika oraz Gang Niewidzialnych Ludzi – ukazała się w listopadzie 2004 roku[4].
2. Felix, Net i Nika oraz Teoretycznie Możliwa Katastrofa – ukazała się w listopadzie 2005 roku[5].
3. Felix, Net i Nika oraz Pałac Snów – ukazała się w listopadzie 2006 roku[6].
4. Felix, Net i Nika oraz Pułapka Nieśmiertelności – ukazała się 26 listopada 2007 roku[7].
5. Felix, Net i Nika oraz Orbitalny Spisek – ukazała się 14 listopada 2008 roku[8].
6. Felix, Net i Nika oraz Orbitalny Spisek 2: Mała Armia – ukazała się 22 maja 2009 roku[9].
7. Felix, Net i Nika oraz Trzecia Kuzynka – ukazała się 25 listopada 2009 roku[10].
8. Felix, Net i Nika oraz Bunt Maszyn – ukazała się 18 marca 2011 roku[11].
9. Felix, Net i Nika oraz Świat Zero – ukazała się 9 listopada 2011 roku[12].
10. Felix, Net i Nika oraz Świat Zero 2. Alternauci – ukazała się 7 listopada 2012 roku[13].
11. Felix, Net i Nika oraz Nadprogramowe Historie – ukazała się 17 kwietnia 2013 roku, składa się z ośmiu opowiadań[14].
12. Felix, Net i Nika oraz Sekret Czerwonej Hańczy – ukazała się 20 listopada 2013 roku[15].
13. Felix, Net i Nika oraz Klątwa Domu McKillianów – ukazała się 19 listopada 2014 roku[16].
14. Felix, Net i Nika oraz (nie)Bezpieczne Dorastanie – ukazała się 18 listopada 2015 roku[17].
15. Felix, Net i Nika oraz Koniec Świata Jaki Znamy – ukazała się 28 listopada 2018 roku[18].
16. Felix, Net i Nika oraz Zero Szans – ukazała się 23 listopada 2022 roku[19].
17. Felix, Net i Nika oraz Zero Szans 2. Inne Jutro – ukazała się 19 maja 2023 roku[20].
18. Felix, Net i Nika oraz Fantologia – ukazała się 14 czerwca 2024 roku, składa się z dwudziestu jeden opowiadań[21].

## Opowiadania

### Opowiadania publikowane pojedynczo i w zbiorze
- Felix, Net i Nika oraz Tajemnica Kredokrada (2005)
- Felix, Net i Nika oraz Metoda Sześciopalczastych (2006)
- Felix, Net i Nika oraz Bardzo Senna Ryba (2007)
- Felix, Net i Nika oraz Ściema Smoczysława (2008)
- Felix, Net i Nika oraz Wędrujące Samogłoski (2012)
- Felix, Net i Nika oraz Wysłannicy (2013)
- Felix, Net i Nika oraz Romantyczny Interdyscyplinarny Projekt (2013)
- Felix, Net i Nika oraz Priorytet Zero (2013)
- Felix, Net i Nika oraz Koszmarna Podróż (2014)
- Felix, Net i Nika oraz Zygfryd Samozwaniec (2021)

Wydania zeszytowe pierwszych czterech opowiadań rozprowadzane były bezpłatnie podczas spotkań autorskich. Wędrujące Samogłoski zostały opublikowane w miesięczniku Nowa Fantastyka (wydanie ze stycznia 2012 roku). Wszystkie wymienione weszły w skład zbioru opowiadań Felix, Net i Nika oraz Nadprogramowe Historie, w którym znalazły się również nieudostępniane wcześniej teksty: Wysłannicy, Romantyczny Interdyscyplinarny Projekt oraz Priorytet Zero.
Opowiadanie Koszmarna Podróż zostało udostępnione w formie fizycznej w maju 2015 roku na Warszawskich Targach Książki. Zygfryda Samozwańca można było odebrać bezpłatnie w księgarniach Świata Książki od 9 grudnia 2021 do wyczerpania zapasów, wydawnictwo Powergraph dołączało je również do zamówień składanych w tym czasie w jego sklepie internetowym.

### Opowiadania fanowskie
W książce Felix, Net i Nika oraz Fantologia zawartych zostało 20 opowiadań napisanych przez fanów serii, które wyłoniono w konkursie oraz jeden nowy tekst Rafała Kosika.
Są to:
1. Serce pustyni (Alicja Paterek)
2. Odnaleźć Nikę Pawłowną (Sebastian Tauer)
3. Nibykot (Katarzyna Wilczyńska)
4. Dziobacza przysługa (Lidia Wojciechowska)
5. Kamienica Rosła Przy Ulicy Bocznej (Karolina Zdunek)
6. Jaskrawoczerwone (Konrad Domagała)
7. Deja vu (Mateusz Kaczyński)
8. Przesadne Hipopotamienie (Krzysztof Kietzman)
9. Piętnasta Rocznica (Miłosz Konarski)
10. Noc Ropuchy (Aleksandra Kosowska)
11. B0.06 (Justyna Łuć)
12. Zagubiona (Patrycja Łukaszyk)
13. (Nie)Spełnione marzenia (Aleksandra Łukowska)
14. Miasto (Natalia Maleszewska)
15. 1997 (Anastazja Nocoń)
16. Felix, Net i Nika oraz Siekierezada (Michał Tadeusz Noworyta)
17. Klucz do szczęścia (Kalina Pawełczak)
18. Paskuda z Zalewu Zegrzyńskiego (Bartłomiej Przybylski)
19. Mazurska maskarada (Robert Solski)
20. Numer seryjny LP20 (Bogna Szymankiewicz)
21. Qsmos (Rafał Kosik)

## Ekranizacja
Na podstawie powieści Felix, Net i Nika oraz Teoretycznie Możliwa Katastrofa zrealizowany został film. Premiera odbyła się 28 września 2012 roku. Zdjęcia rozpoczęły się 12 lipca 2010 r. w Poznaniu, następnie były realizowane w Pniewie, Czołpinie, Wilkowie, Radiówku, Warszawie oraz w Londynie. Reżyserem filmu jest Wiktor Skrzynecki. Główne role otrzymali Kamil Klier (Felix), Maciej Stolarczyk (Net) i Klaudia Łepkowska (Nika).
W roku 2014 zapowiedziano ekranizację książki Felix, Net i Nika oraz Trzecia Kuzynka. Scenarzystą został Rafał Kosik.

## Przekłady
Książka Felix, Net i Nika oraz Gang Niewidzialnych Ludzi została przetłumaczona na język litewski (Felixas, Netas ir Nika bei Nematomųjų Gauja) i wydana w tym kraju przez wydawnictwo Vaga, na język węgierski (Félix, Net, Nika és a Láthatatlan Emberek Bandája) i wydana przez wydawnictwo Pongrác oraz na język czeski (Felix, Net a Nika: Gang Neviditelnych) i wydana przez wydawnictwo Albatros (jedno z najpopularniejszych). Drugi tom serii został wydany na Węgrzech nakładem wydawnictwa Pongrác (Félix, Net, Nika és az elméletileg lehetséges katasztrófa).
Według informacji z roku 2020, na Ukrainie ukazał się trzeci tom serii „Felix, Net i Nika”. W przygotowaniu był także czwarty i piąty, wszystkie w tłumaczeniu Ireny Szevczenko i Oleny Szevczenko.